# Parapercis banoni
Parapercis banoni är en fiskart som beskrevs av Randall och Yamakawa 2006. Parapercis banoni ingår i släktet Parapercis och familjen Pinguipedidae. Inga underarter finns listade i Catalogue of Life.